# Francisco Mancebo
Francisco Mancebo Pérez (født 9. marts 1976 i Madrid) er en spansk cykelrytter.
Francisco Mancebo blev professionel i 1998 for holdet Banesto. Han har været på dette hold, som ved to anledninger har skiftet navn, først til «Ibanseto.com» (2001-2003), og derefter til Illes Balears fra 2004.

## Sejre
- Tour de Burgos: 2002
- Tour de Castille et Léon: 2000, 2003
- Classique des Alpes: 2003
- Spansk mester i landevejsløb: 2004
- Tour of Utah: 2009

## Resultater fraTour de France
- Tour de France 2000 : 9. plads sammenlagt[1]
- Tour de France 2001 : 13. plads sammenlagt[2]
- Tour de France 2002 : 7. plads sammenlagt[2]
- Tour de France 2003 : 10. plads sammenlagt[3]
- Tour de France 2004 : 6. plads sammenlagt[4]
- Tour de France 2005 : 4. plads sammenlagt[5]
- Tour de France 2006 : Udelukket på grund af dopingmistanker

## Resultater fraGiro d'Italia
- Giro d'Italia 2000 : 30. plads sammenlagt

## Resultater fraVuelta a España
- Vuelta a España 2002 : Ikke fuldført
- Vuelta a España 2003 : 5. plads sammenlagt[6]
- Vuelta a España 2004 : 3. plads sammenlagt[7]